# Belovo
Belovo (oroszul: Белово) város Oroszország Kemerovói területén, a Belovói járás székhelye. 
Népessége: 76 764 fő (a 2010. évi népszámláláskor).

## Elhelyezkedése
A Kuznyecki-medence szívében, Kemerovo területi székhelytől autóúton 124 km-re délre, a Bacsat (az Inya mellékfolyója) partján helyezkedik el, nagyjából félúton Kemerovo és Novokuznyeck között. Vasúti csomópont. A város több lakóövezetből, illetve településrészből áll, néhány közülük távol van a városközponttól.

## Története, gazdasága
A falu a 18. század első felében keletkezett, első orosz lakójáról (1726) nevezték el Belovónak. Körzetében már 1851-től szenet bányásztak. A vasútvonal megépítése során, 1921-ben Belovónál is állomást létesítettek. Az 1920-as évek végén épített cinkolvasztó üzeme 1931-ben kezdte meg a termelést, ugyanekkor lett Belovo járási székhely. Az első szénbányát 1933-ban nyitották meg, 1938-ban a települést városi rangra emelték. Később több iparág, köztük a gépgyártás és a rádiógyártás is meghonosodott a városban, de a 21. századra ezek megszűntek.
A cinkkohászati gyárat a második világháború idején Ukrajnából evakuált berendezésekkel bővítették. Az 1960-as évektől a gyártás során keletkező kénes gázt kénsavgyártásra használták fel. A Szovjetunió felbomlása után a gyár válságos helyzetbe került, 2000-ben a céget fizetésképtelennek nyilvánították, 2005-ben a gyár termelését beszüntették.
A már bezárt cinkkohászati gyár és a napjainkban is működő szénbányák mellett további jelentős ipari létesítmény a várostól 12 km-re keletre, Inszkoj településnél épült Belovói Hőerőmű. Építése az Inya bal partján 1956-ban kezdődött, működtetéséhez a folyón víztározót alakítottak ki. A széntüzelésű erőmű első egysége 1964-ben kezdett termelni. 2015-ben teljesítményét 1260 MW-ra emelték. A Belovói Erőmű adja a Kemerovói területen megtermelt összes elektromos energia körülbelül egyharmadát.
A vasútállomás 1960-as években készült épülete a 2013-as földrengés során megrongálódott. Az új kétszintes épületet 2016 őszén avatták fel.